# Adams County (Pennsylvania)
Das Adams County ist ein County im US-Bundesstaat Pennsylvania. Bei der Volkszählung im Jahr 2020 hatte das County 103.852 Einwohner und eine Bevölkerungsdichte von 77,1 Einwohnern pro Quadratkilometer. Der Verwaltungssitz (County Seat) ist Gettysburg.

## Geographie
Das County liegt im Süden von Pennsylvania und wird im Süden durch die Mason-Dixon-Linie von Maryland getrennt. Es hat eine Fläche von 1.351 Quadratkilometern, wovon 4 Quadratkilometer Wasserfläche sind. An das Adams County grenzen folgende Nachbarcountys:
|                             | Cumberland County |                           |
| Franklin County             |                   | York County               |
| Frederick County (Maryland) |                   | Carroll County (Maryland) |

Das County wird vom Office of Management and Budget zu statistischen Zwecken als Gettysburg, PA Metropolitan Statistical Area geführt.

## Geschichte

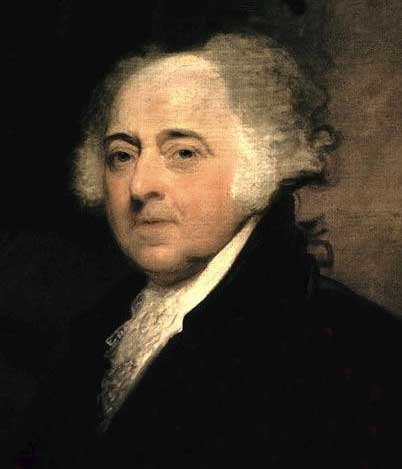
Adams

Das Adams County wurde am 22. Januar 1800 aus ehemaligen Teilen des York County gebildet. Benannt wurde es nach John Adams (1735–1826), dem zweiten Präsidenten der Vereinigten Staaten (1797–1801).
Im Adams County fand im Juli 1863 die Schlacht von Gettysburg statt, eine der blutigsten Schlachten und einer der Wendepunkte des Amerikanischen Bürgerkrieges, bei der über 34.000 Soldaten starben.

### Historische Objekte

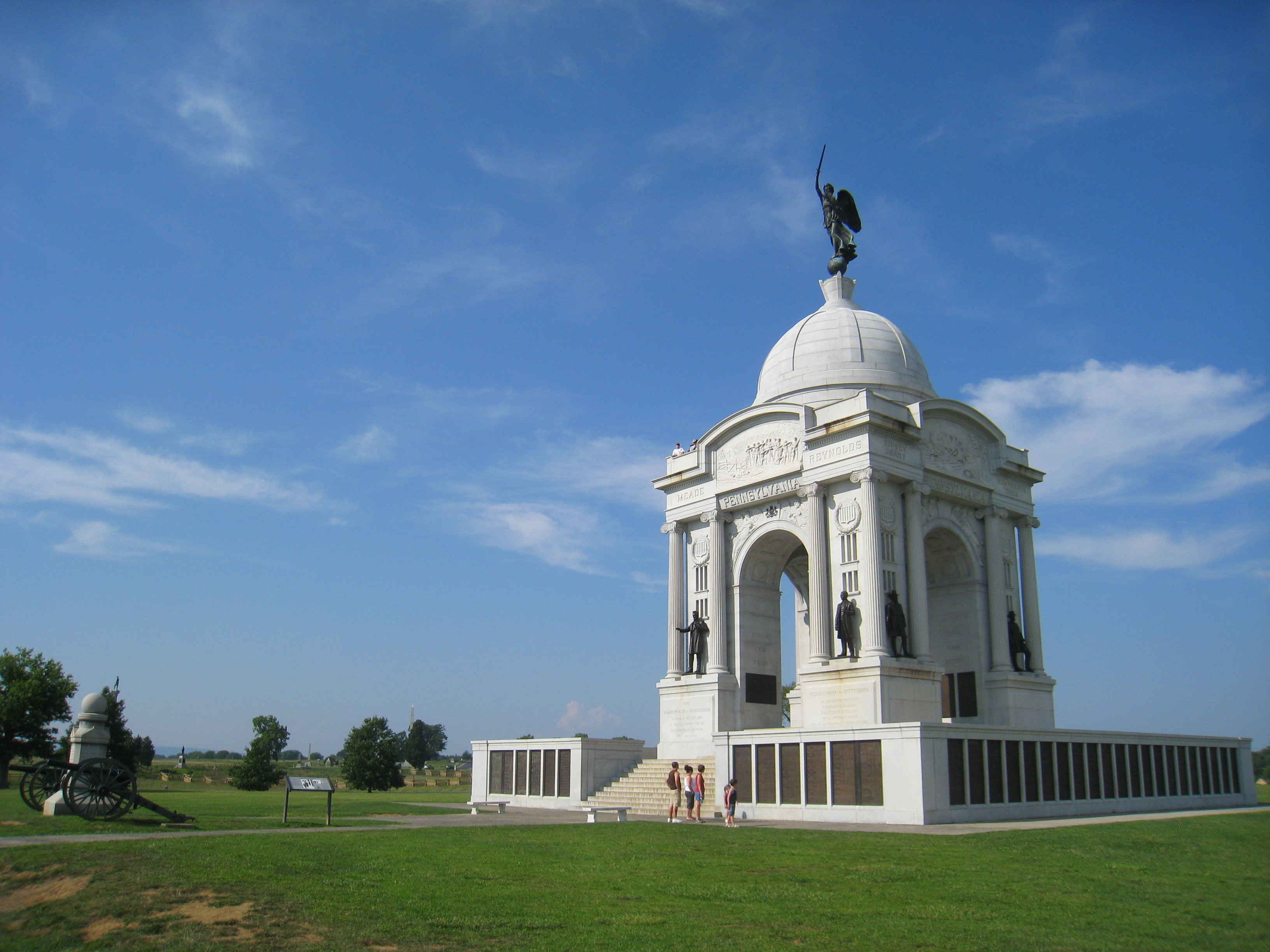
Gettysburg Battlefield Historic District, seit 1975 im NRHP gelistet
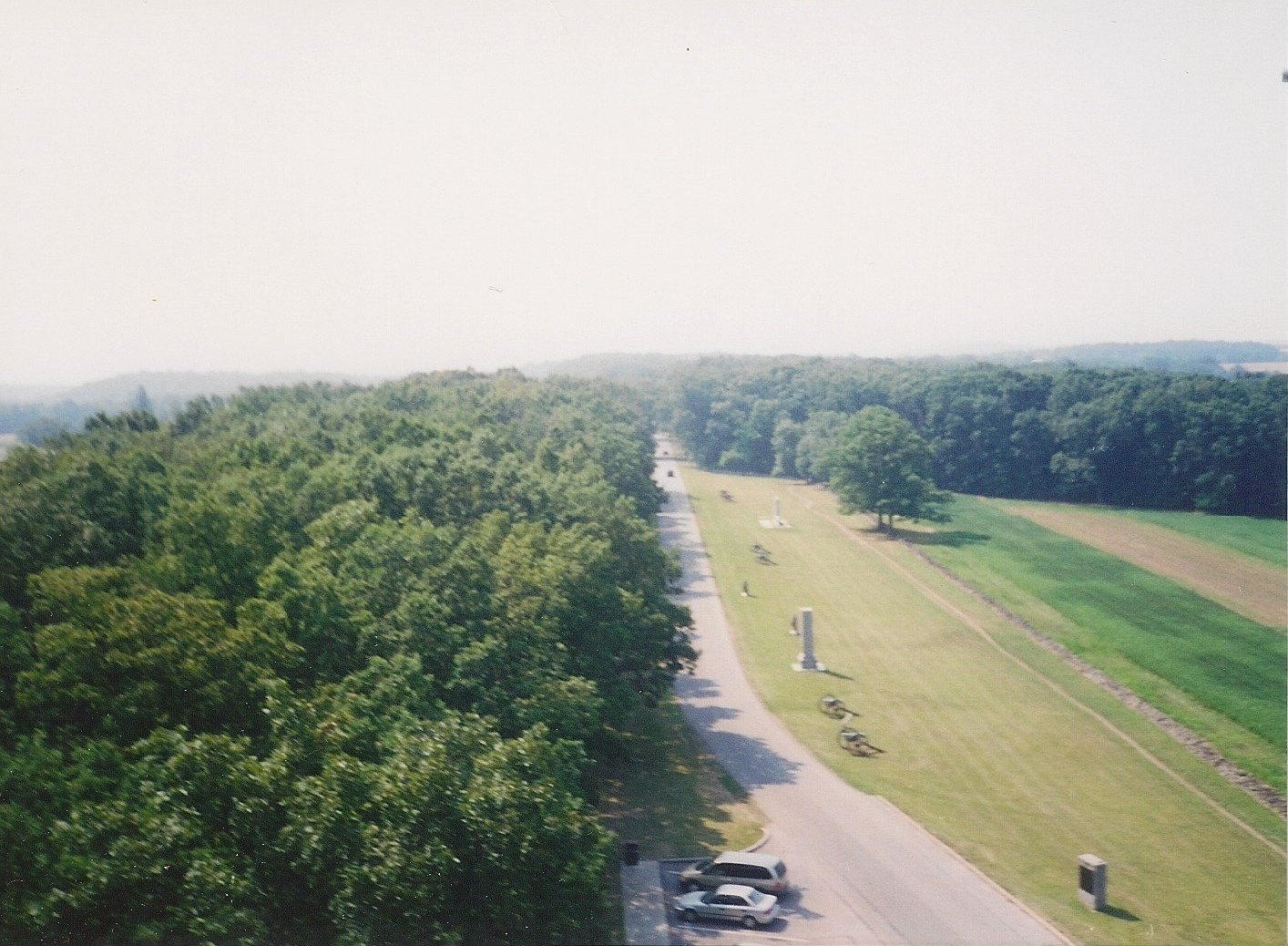
Gettysburg National Military Park, seit 1966 im NRHP gelistet
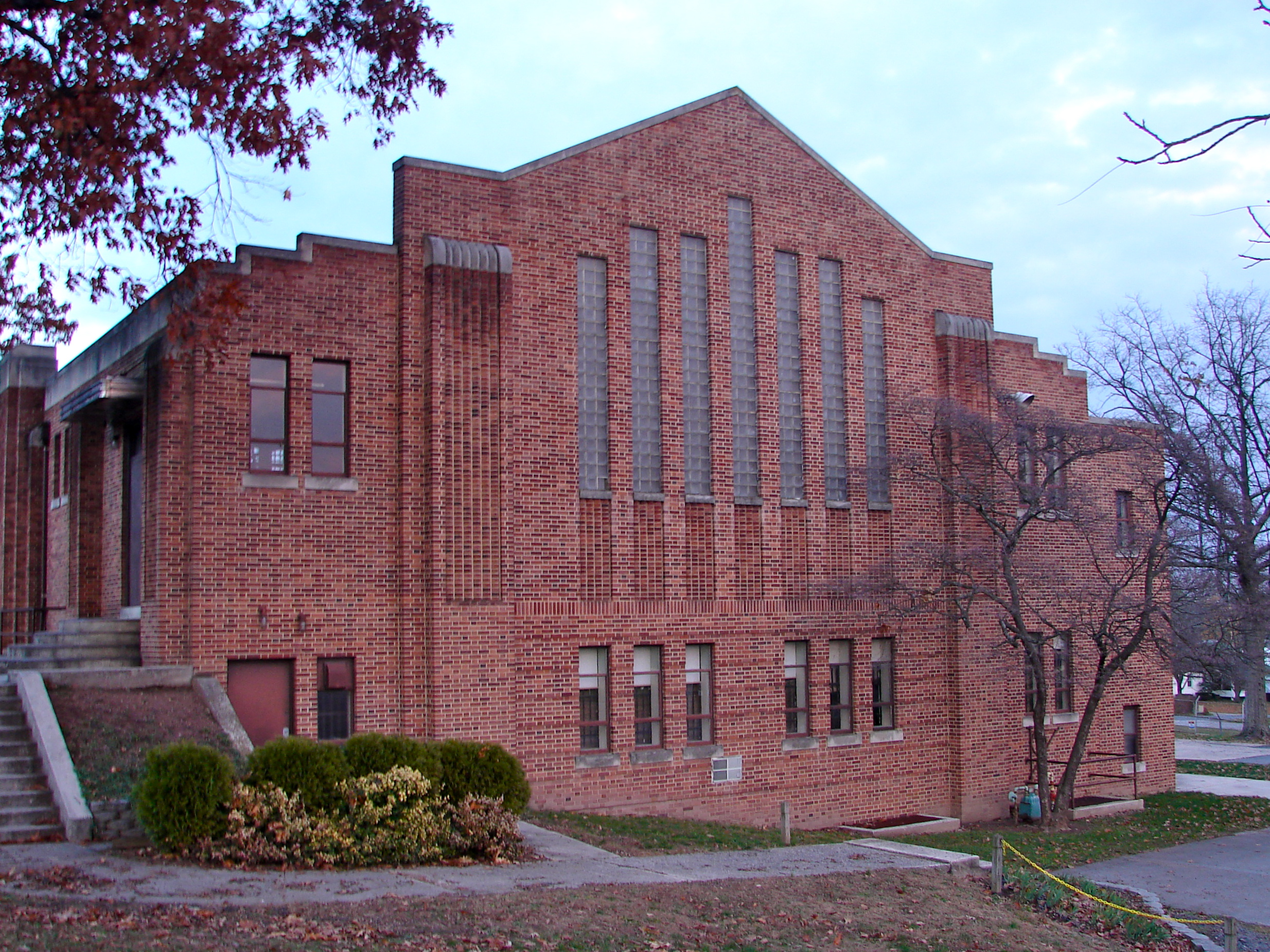
Gettysburg Armory, seit 1990 im NRHP gelistet
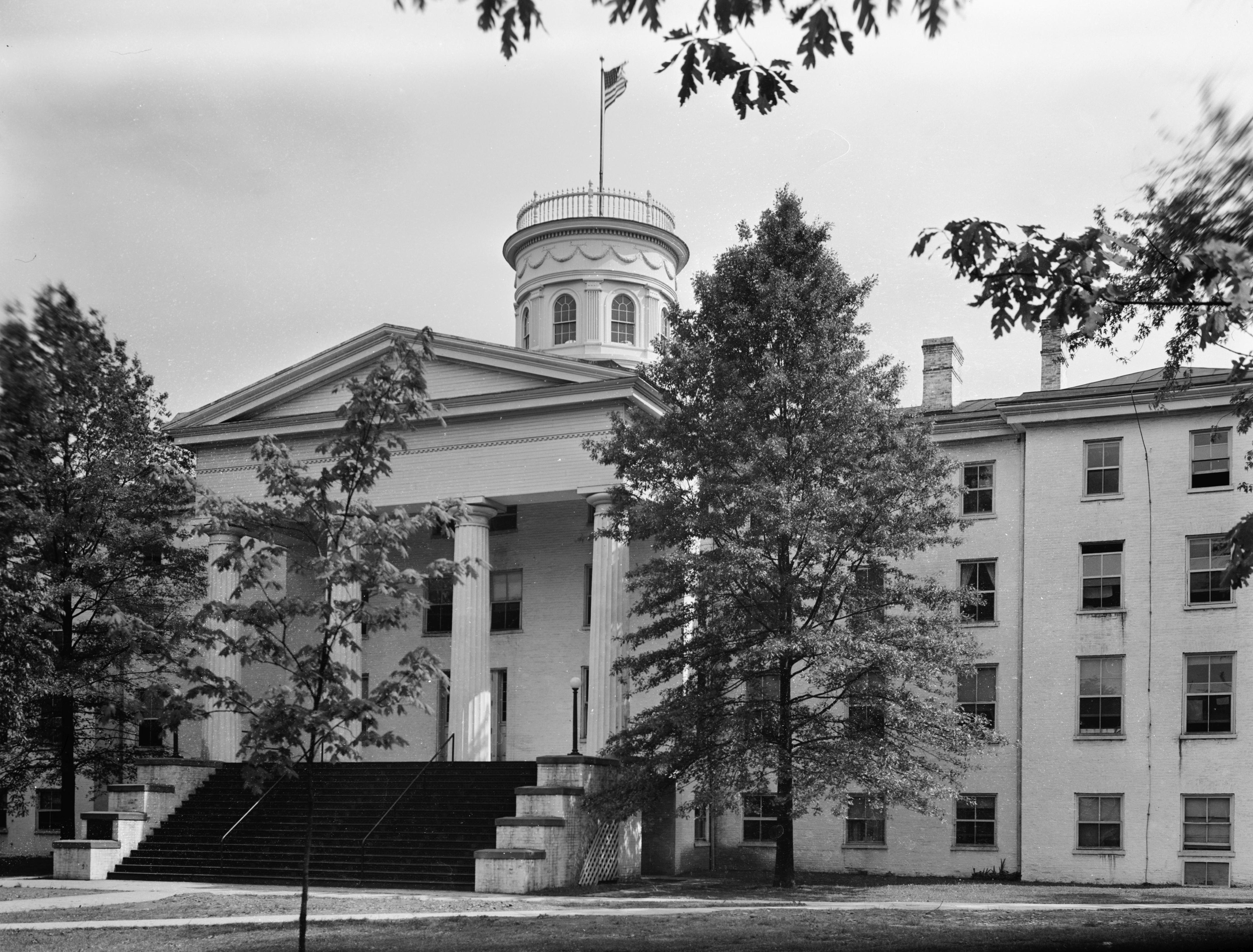
Pennsylvania Hall in Gettysburg, seit 1972 im NRHP gelistet
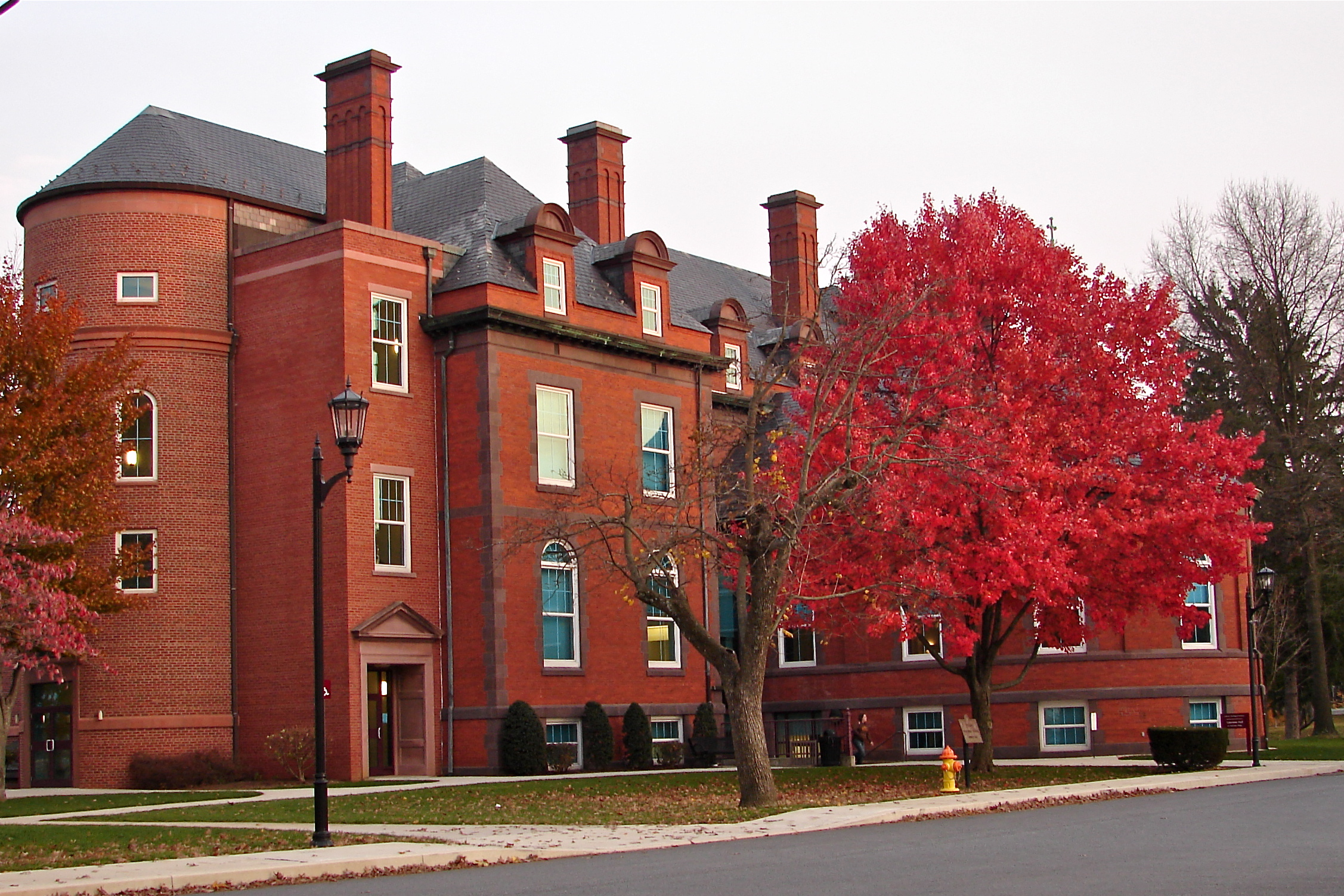
Lutheran Seminary in Gettysburg, seit 1974 im NRHP gelistet
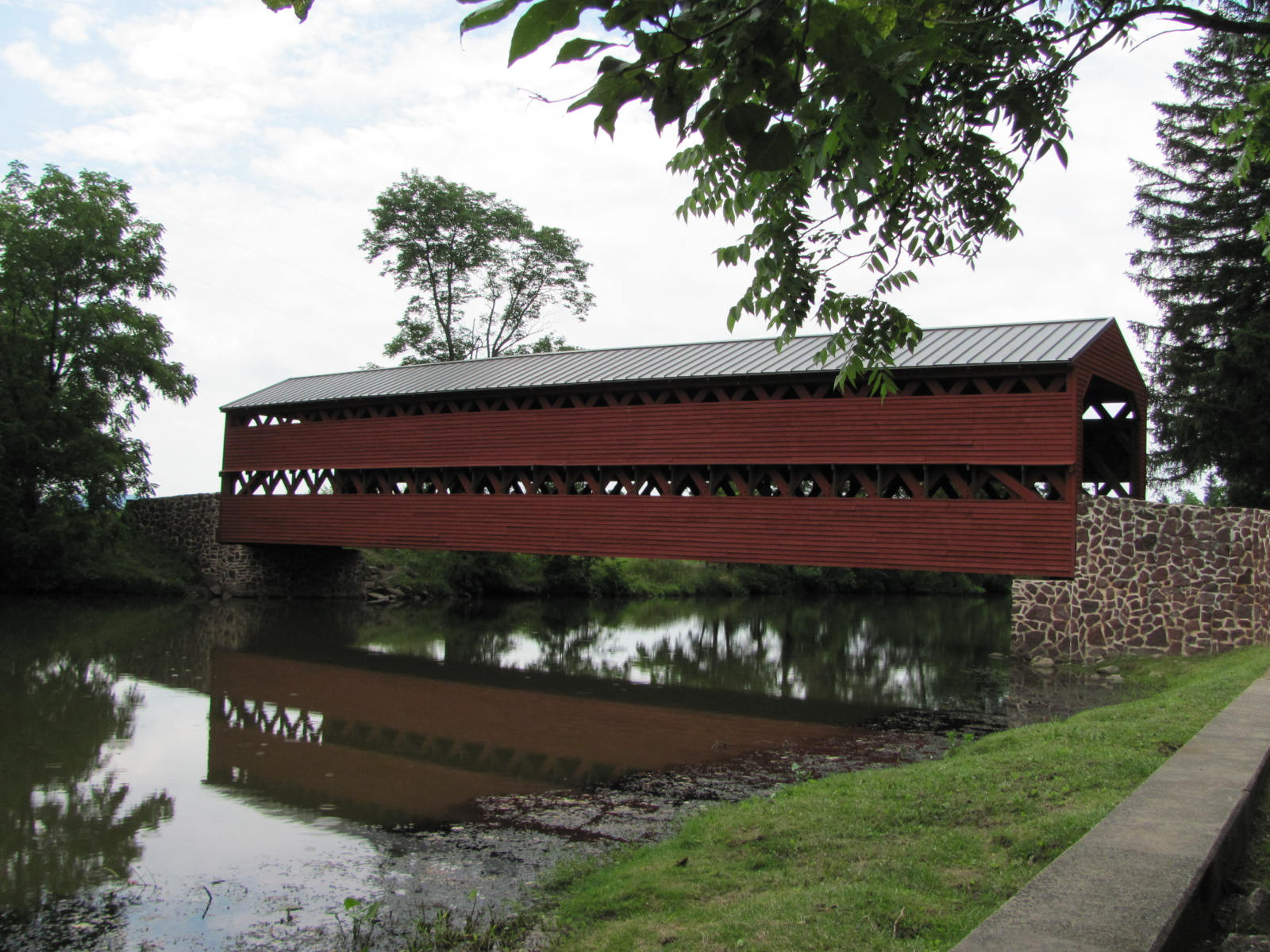
Sauck's Covered Bridge bei Gettysburg, seit 1980 im NRHP gelistet
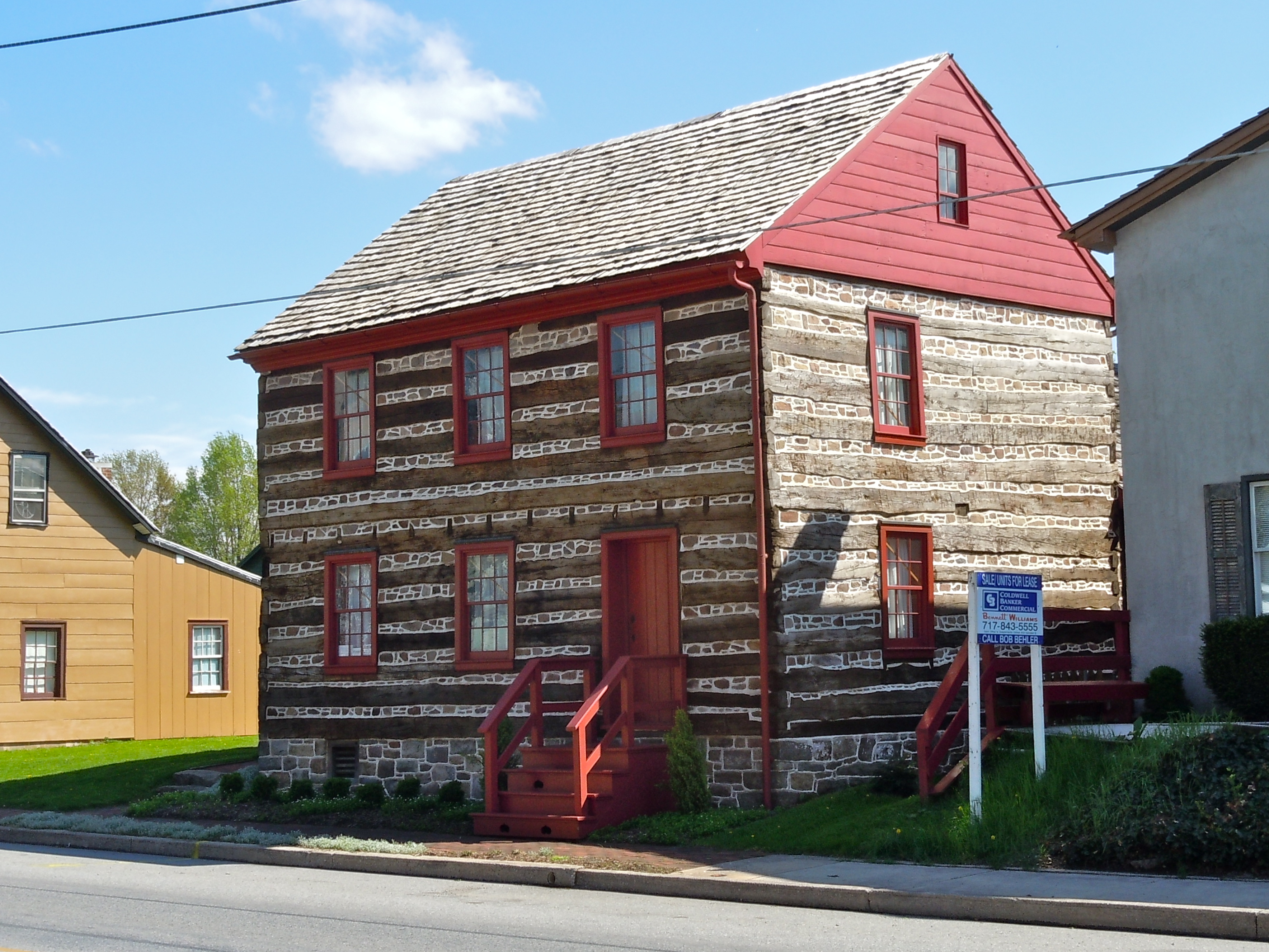
Blockhaus im East Berlin Historic District, seit 1985 im NRHP gelistet
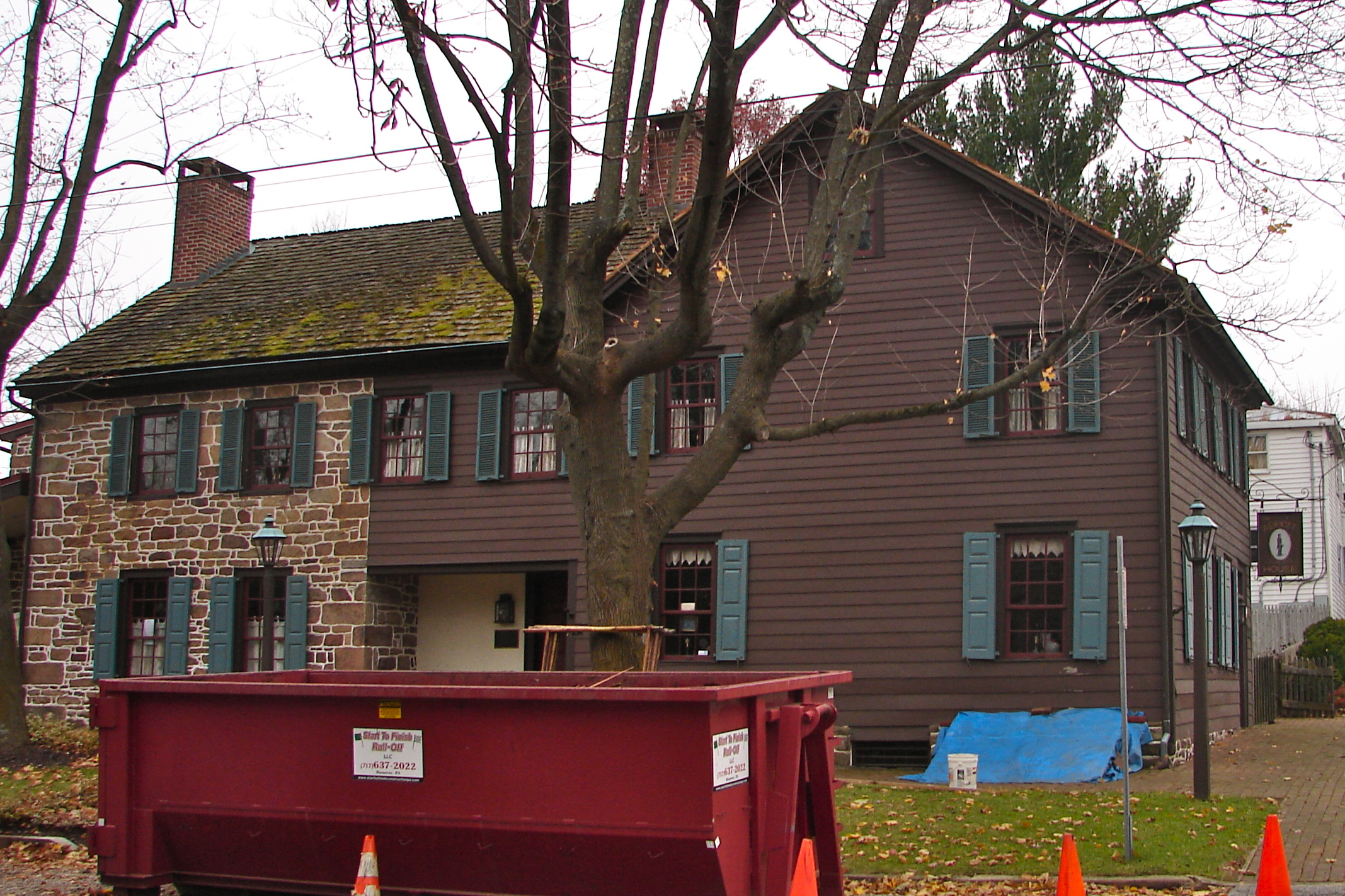
Abbott House in Abbottstown, seit 1980 im NRHP gelistet

Im County liegen zwei geschützte Stätte herausragender Bedeutung für die amerikanische Geschichte, die Eisenhower National Historic Site und der Gettysburg National Military Park. 33 Bauwerke und Stätten des Countys sind im National Register of Historic Places (NRHP) eingetragen (Stand 18. Juli 2018).

## Demografische Daten
Nach der Volkszählung im Jahr 2010 lebten im Adams County 101.407 Menschen in 37.704 Haushalten. Die Bevölkerungsdichte betrug 75,3 Einwohner pro Quadratkilometer.
Ethnisch betrachtet setzte sich die Bevölkerung zusammen aus 93,7 Prozent Weißen, 1,5 Prozent Afroamerikanern, 0,2 Prozent amerikanischen Ureinwohnern, 0,7 Prozent Asiaten sowie aus anderen ethnischen Gruppen; 1,3 Prozent stammten von zwei oder mehr Ethnien ab. Unabhängig von der ethnischen Zugehörigkeit waren 6,0 Prozent der Bevölkerung spanischer oder lateinamerikanischer Abstammung.
In den 37.704 Haushalten lebten statistisch je 2,57 Personen.
22,1 Prozent der Bevölkerung waren unter 18 Jahre alt, 62,2 Prozent waren zwischen 18 und 64 und 15,7 Prozent waren 65 Jahre oder älter. 50,8 Prozent der Bevölkerung war weiblich.
Das jährliche Durchschnittseinkommen eines Haushalts lag bei 55.888 USD. Das Prokopfeinkommen betrug 24.783 USD. 7,2 Prozent der Einwohner lebten unterhalb der Armutsgrenze.

## Orte im Adams County

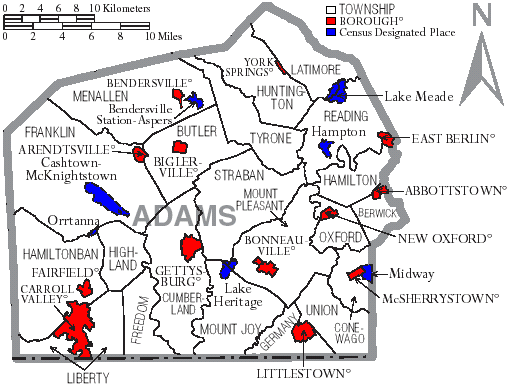
Karte des Adams County

Das Adams County ist unterteilt in 34 Gemeinden, davon 13 Boroughs und 21 Townships. Zu Statistikzwecken führt das U.S. Census Bureau 14 Census-designated places. Diese sind Teil eines Townships und haben keine Selbstverwaltung.
Boroughs
| - Abbottstown - Arendtsville - Bendersville - Biglerville - Bonneauville | - Carroll Valley - East Berlin - Fairfield - Gettysburg - Littlestown | - McSherrystown - New Oxford - York Springs |

Townships
| - Berwick Township - Butler Township - Conewago Township - Cumberland Township - Franklin Township - Freedom Township - Germany Township | - Hamilton Township - Hamiltonban Township - Highland Township - Huntington Township - Latimore Township - Liberty Township - Menallen Township | - Mount Joy Township - Mount Pleasant Township - Oxford Township - Reading Township - Straban Township - Tyrone Township - Union Township |

Census-designated places (CDP)
| - Aspers - Cashtown - McKnightstown - Floradale - Gardners | - Hampton - Heidlersburg - Hunterstown - Idaville | - Lake Heritage - Lake Meade - McKnightstown - Midway | - Table Rock - Orrtanna |

andere Unincorporated Communities
| - Advance - Barlow - Beechersville - Berlin Junction - Bermudian - Bittinger - Bridgeport - Brush Run - Brushtown - Brysonia - Cedar Ridge | - Centennial - Center Mills - Charnita - Cross Keys - Deardorffs Mill - Edgegrove - Fairplay - Fountain Dale - Gargol - Georgetown - Germantown | - Gladhill - Goldenville - Green Springs - Greenmount - Greenstone - Guernsey - Guldens - Hershey Heights - Hilltown - Indian Village - Irishtown | - Iron Springs - Jacks Mountain - Kingsdale - Knoxlyn - Latimore - Maria Furnace - Menges Mill - Mount Hope - Mount Misery - Mount Pleasant - Mount Tabor | - Mummasburg - New Chester - Oak Grove - Peach Glen - Plainview - Quaker Valley - Sedgwick - Sell - Seven Stars - Shanks Mill - Slate Ridge | - Square Corner - Stremmels - The Pines - Two Taverns - Virginia Mills - Wenksville - Whitehall - Zora |